# Петрашень, Владимир Иванович
Владимир Иванович Петрашень (19.08.1888, Луганск — 12.01.1968, Новочеркасск) — советский учёный-химик, профессор, доктор химических наук.
Основные работы в области аналитической химии.

## Биография
Родился в 1888 году в Луганске.
В 1907 окончил 7-ю Петербургскую классическую гимназию с серебряной медалью.
В 1912 году окончил естественное отделение физико-математического факультета Петербургского университета.
С 1917 — преподаватель химии и физики в средних школах Москвы.
С 1920 по 1924 год преподавал в Уральском госуниверситете аналитическую химию, в 1924-28 — доцент, зав. кафедрой аналитической химии Томского госуниверситета.
Работал на кафедре общей и неорганической химии Донского политехнического института, куда был приглашён из Томского государственного университета, в котором заведовал кафедрой аналитической химии.
В. И. Петрашень был зачислен в ДПИ с 1 сентября 1929 года. Он возглавлял кафедру около 40 лет.
После вступления в заведование кафедрой аналитической химии ДПИ (1929) В. И. Петрашень продолжал начатую раннее работу над усовершенствованием своего учебника по качественному анализу. В 1932 году вышло в свет пятое, а в 1948 году — шестое издание учебника. Кроме того, в 1946 году был опубликован другой его с. Обе книги были рекомендованы Министерством высшего образования в качестве учебного пособия для химических специальностей высших учебных заведений. 
Среди его учеников 3 доктора наук и более 30 кандидатов химических наук.
Умер 12 января 1968 года в Новочеркасске.

## Основные труды
Учебники «Качественный химический анализ», «Объёмный анализ». 

## Семья
Сын — Ростислав Петрашень — советский спортсмен и тренер по велоспорту и конькобежному спорту, заслуженный тренер РСФСР.
Сын — Олег Петрашень — погиб в ВОВ на Миусском фронте
Дочь — Ия Петрашень, в браке Захарова
Пасынок — Ростом Михайлович Сагинашвили, в течение десяти лет заведовал кафедрой АХ после смерти В. И. Петрашень.

## Награды и звания
- Заслуженный деятель науки и техники РСФСР.